# Bulgenkunst

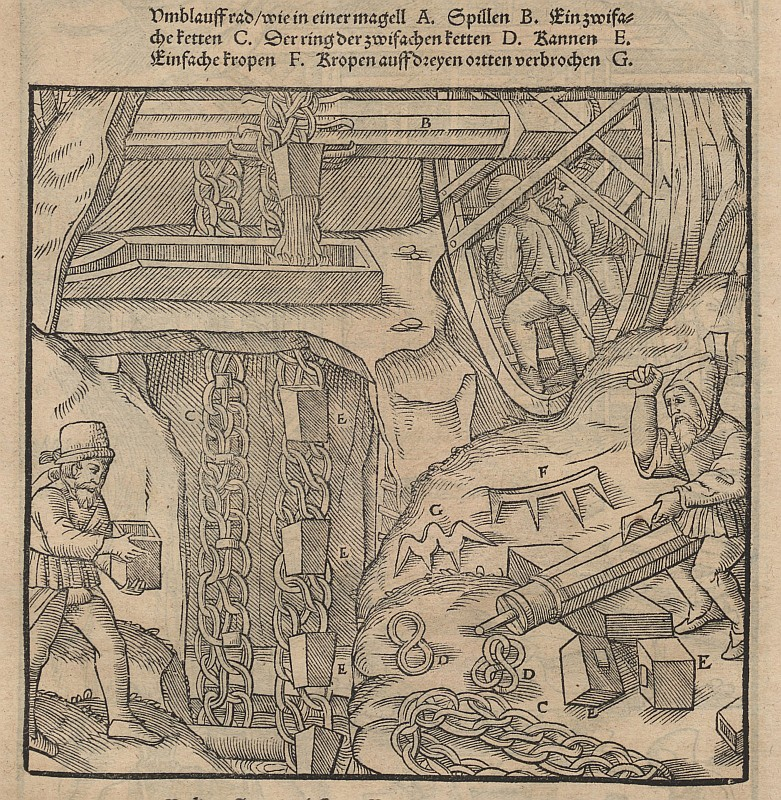
Kannenkunst nach Agricola

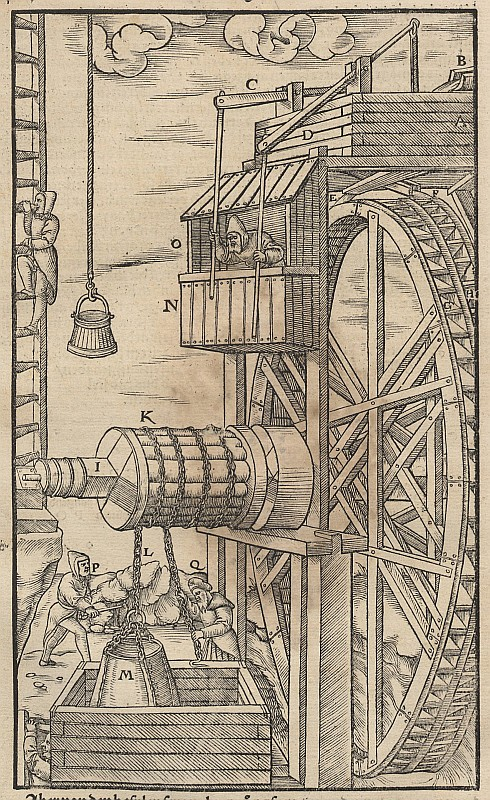
Bulgenkunst mit Kehrrad

Die Bulgenkunst, auch Pulgenkunst genannt, ist eine Maschine, die im frühen Bergbau zur Wasserhebung und Förderung eingesetzt wurde. Die Bulgenkunst gilt als die älteste Wasserhaltungsmaschine, sie wurde bereits in den römischen Gruben zur Wasserhebung eingesetzt.

## Grundlagen
Im sechsten der Zwölf Bücher vom Berg- und Hüttenwesen nennt Georgius Agricola zwei Wasserhebemaschinen, bei denen die Wasserhebung mittels Schöpfgefäßen erfolgt. Eine dieser beiden Maschinen hatte als Schöpfgefäß eine lederne Bulge, die an einer eigenen Kette angebracht war. Diese Maschine wird als Bulgenkunst bezeichnet. Die andere Maschine hatte mehrere Schöpfgefäße, die an einer durchgehenden rundlaufenden Kette befestigt waren. An die Kette dieser Maschine wurden auch kleinere Lederbeutel, die ebenfalls als Bulgen bezeichnet wurden, als Schöpfgefäße befestigt. Vorläufer dieser Maschinen waren die in der Antike eingesetzten und mittels Tretmühlen angetriebenen Behälterketten. Anstelle der Bulgen wurden bei der Maschine mit rundlaufender Kette auch andere Schöpfgefäße verwendet. So wurden oftmals kastenförmige Lederbehälter, aber auch Kannen, Eimer oder Kübel aus Holz als Schöpfgefäße genutzt. Nach den Schöpfgefäßen wurden diese Wasserhebemaschinen dann als Kasten-, Kannen- oder Kübelkunst bezeichnet. Später etablierte sich auch für diese Maschinen der Name Bulgenkunst.

## Bulgenkunst mit Kehrrad
Diese Maschine bestand aus einer hölzernen Welle, die mittels eines Kehrrades angetrieben wurde. Auf der Welle war ein Seilkorb angebracht. An dem Seilkorb war eine Kette befestigt, an deren Ende eine Bulge angehängt war. Die Kette wurde entweder direkt oder über eine Umlenkrolle in den Kunstschacht geführt. Die Wasserhebung erfolgte mittels dieser großen Bulge. Diese so konstruierte Maschine arbeitete diskontinuierlich. Das leere Gefäß wurde bis in den Schachtsumpf gefördert, dort gefüllt und anschließend wieder hochgezogen und oben entleert. Mit dieser Maschine war es möglich, auch aus größeren Teufen das Wasser zu heben. So wurden auf dem Abertham auf einigen Bergwerken Wasser aus einer Teufe von über 70 Lachtern gehoben. Allerdings war der Betrieb dieser Maschinen mit großen Schwierigkeiten verbunden. Die ersten Probleme ergaben sich bereits bei der Wahl des Aufstellungsortes. Wenn die Maschine unmittelbar an die Schachtöffnung gestellt wurde, befand sich zwar der Seilkorb direkt über dem Schacht, allerdings ließen sich dann die Bulgen nicht hoch genug ziehen, um sie zu entleeren. Hierfür musste dann ein zweites Seil verwendet werden. Wurde die Maschine weiter weg vom Schacht installiert, musste die Kette über eine Umlenkrolle geführt werden, was bei der Abwärtsförderung zu Problemen führen konnte. Bedingt durch das geringe Eigengewicht der Bulge und das geringe Gewicht der relativ kurzen Kette kam es dann zu einem Durchhang der Kette zwischen der Maschine und der Umlenkung. Dieses Problem ließ sich mit Ballastgewichten in der Bulge oder mit einem zusätzlichen Gestänge beheben. Bei der Verwendung eines zusätzlichen Gestänges kam der Seilkorb näher an die Umlenkrolle. Bedingt durch die zusätzliche Reibung entstanden Reibungsverluste, die die Wirkung der Antriebsenergie verringerten. Ballastgewichte waren unerwünscht, da sie die Nutzlast verringern. Ein weiteres Problem war das große Eigengewicht der Ketten, das je nach Teufe bis zu 200 Zentner betragen konnte.

## Bulgenkunst mit umlaufender Kette

Schematischer Aufbau einer Bulgenkunst mit umlaufender Kette

Diese Bulgenkunst besteht aus dem Wasserhebeteil und dem Antriebsteil. Über eine gelagerte Scheibe wird eine Endloskette gelegt, an der in regelmäßigen Abständen lederne Eimer, sogenannte Bulgen, befestigt sind. Es wurden aber auch Schläuche oder Kästen verwendet. Die Kette wird über eine weitere Scheibe gelenkt, die sich im Schachtsumpf senkrecht unter der ersten befindet. Die obere Scheibe ist über eine Welle mit dem Antrieb verbunden. Angetrieben wurde die Bulgenkunst zuerst durch Muskelkraft. Dazu ist die Scheibe mit einem Laufrad verbunden, in dem ein Bergmann das Rad mittels Laufbewegungen antreibt. Um größere Förderleistungen zu erzielen, wurde die Bulgenkunst später über einen Pferdegöpel angetrieben. Um noch größere Wassermengen zu heben, hat man die Bulgenkunst mit einem Wasserrad angetrieben. Die Antriebsleistung ist abhängig von der verwendeten Antriebsart. Der Antrieb mittels menschlicher Muskelkraft erbringt weit weniger als eine Pferdestärke. Die größte Leistung wurde mit Bulgenkünsten erreicht, die durch Wasserkraft angetrieben wurden. Die eingesetzten Kunsträder hatten einen typischen Durchmesser von mehreren Metern und waren bis zu einem Meter breit. Mit diesen Antrieben erreichte man eine Leistung zwischen 0,7 und 2 Kilowatt. Ließ die Leistung des Antriebs aufgrund zu geringer Mengen an Aufschlagwasser nach, so wurde eine entsprechende Anzahl an Schöpfgefässen abgehängt, damit das Gewicht des Wassers darin die Maschine nicht zum Stillstand bringt.
Durch den Einsatz entsprechend dimensionierter Ketten konnten schon um das Jahr 1400 Förderhöhen bis zu 7,5 Meter erreicht werden. Die maximale Förderhöhe lag pro Kunst bei etwa 20 Metern bei einer Fördermenge von vier Kubikmetern pro Stunde. Die Funktion der Bulgenkunst ähnelt vom Prinzip her einem Paternoster, deshalb wird sie auch oftmals als Paternosterkunst bezeichnet. Die an der Kette befestigten Schöpfgefäße füllen sich beim Eintauchen in den Schachtsumpf mit Wasser und werden nach oben bis zur Erbstollensohle gefördert. Dort entleeren sie sich selbsttätig in einen hölzernen Abflusskanal und bewegten sich anschließend wieder Richtung Schachtsumpf. Allerdings war die Bulgenkunst meist recht störanfällig. Häufig brachen an der oberen Welle einer oder auch mehrere Zapfen, was zu einem längeren Stillstand der Maschine führte. Außerdem war ihre Leistung oft nicht zufriedenstellend, deshalb hat man unter anderem im Bergwerk Rammelsberg die Bulgenkunst gegen eine Heinzenkunst ausgetauscht. Diese ist eng verwandt mit der Bulgenkunst. Allerdings werden bei dieser Maschine an der umlaufenden Kette keine offenen Gefäße, sondern Stopfbälle befestigt, die das Wasser in einem Rohr nach oben fördern, ähnlich dem Kolben in einer Kolbenpumpe.